# 12-я церемония «Грэмми»
12-я церемония вручения премий «Грэмми» состоялась 11 марта 1970 года в городах Чикаго, Лос-Анджелес, Нэшвилл и Нью-Йорк.

## Основная категория
- Запись года
  - Bones Howe (продюсер) & The 5th Dimension за запись «Aquarius/Let the Sunshine In»

- Альбом года
  - James William Guercio (продюсер) & Blood, Sweat & Tears за альбом «Blood, Sweat & Tears»

- Песня года
  - Joe South за песню «Games People Play»

- Лучший новый исполнитель
  - Crosby, Stills & Nash

## Кантри
- Лучшее женское кантри-исполнение
  - Тэмми Уайнетт — Stand By Your Man
- Лучшее мужское кантри-исполнение
  - Джонни Кэш — A Boy Named Sue
- Лучшее вокальное кантри-исполнение дуэтом или группой
  - Вэйлон Дженнингс & the Kimberlys — MacArthur Park
- Лучшее инструментальное кантри-исполнение
  - The Nashville Brass & Danny Davis — The Nashville Brass Featuring Danny Davis Play More Nashville Sounds
- Лучшая кантри-песня
  - Шел Силверстайн (автор) — A Boy Named Sue в исполнении Джонни Кэша

## Поп

### Лучшее женское вокальное поп-исполнение
- Пегги Ли — «Is That All There Is?»

### Лучшее мужское вокальное поп-исполнение
- Гарри Нилссон — «Everybody’s Talkin'»